# Хоув Мобајл Парк (Северна Дакота)
Хоув Мобајл Парк (енгл. Hove Mobile Park) град је у америчкој савезној држави Северна Дакота.

## Демографија
По попису из 2000. године број становника је 2.
| Група             | 2000.      | 2010.    |
| Белци             | 2 (100,0%) | 0 (0,0%) |
| Афроамериканци    | 0 (0,0%)   | 0 (0,0%) |
| Азијати           | 0 (0,0%)   | 0 (0,0%) |
| Хиспаноамериканци | 0 (0,0%)   | 0 (0,0%) |
| Укупно            | 2          | 0        |